# 개령 이씨
개령 이씨(開寧李氏)는 경상북도 김천시 개령면을 본관으로 하는 한국의 성씨이다.

## 참고 자료
- “개령이씨(開寧李氏)”. 뿌리를 찾아서.[깨진 링크(과거 내용 찾기)]